# タイパン属
タイパン属（Oxyuranus）は、有隣目コブラ科に属する属。 現在、3つの種が認められており 、そのうちの1つである沿岸タイパンには2つの亜種がある。タイパンは危険な毒蛇のひとつと考えられている。オーストラレーシアの固有種。 

## 分類学
タイパンという一般名は、オーストラリアのクイーンズランド州ヨーク岬半島の中心部に住むウィック・ムンカン・ アボリジニの人々が使用した言葉にちなんで、人類学者のドナルド・トムソンによって造られた。属名はギリシア語のoxys（鋭い、針状）とouranos （アーチ、具体的には天のアーチ）に由来し、Kinghornが他のすべてのコブラ科からこの属を分ける点として記述した口蓋のアーチ上の針状の前突起を指す。 頻繁に引用される「シャープテール」の意味は、語源学的にも形態学的にも正しくはない。 
既知の3つの種は、タイパン (Oxyuranus scutellatus)、ナイリクタイパン(Oxyuranus microlepidotus)および2007年に発見されたOxyuranus tempalis。この内タイパンにはクイーンズランド州の北東海岸に沿って見られる O. s. scutellatus とパプアニューギニアの南海岸に見られる O. s. canni の2つの亜種がある。
2016年の遺伝子分析では、 斑点のある茶色のヘビはタイパンへつながる系統の初期の派生種であり、Oxyuranu stempalis は内陸および沿岸のタイパンの共通の祖先からの派生種であることが示された。 

### 種
| 種                       | 分類群の著者          | 亜種 | 一般名                   |
| ------------------------ | --------------------- | ---- | ------------------------ |
| Oxyuranus microlepidotus | （ F. McCoy, 1879）   | 0    | ナイリクタイパン         |
| Oxyuranus scutellatus    | （ W. Peters, 1867）  | 2    | タイパン（沿岸タイパン） |
| Oxyuranus tempalis       | Doughty et al. 、2007 | 0    | Central Ranges taipan    |

## 生態
食性は動物食で、 特にネズミやバンディクートなど小型哺乳類を捕食する。
気質は種によって異なり、内陸タイパンは一般におとなしいが、沿岸タイパンは追い詰められたときに攻撃的になり、防御のため積極的に噛みついてくるとされる。

## 毒液

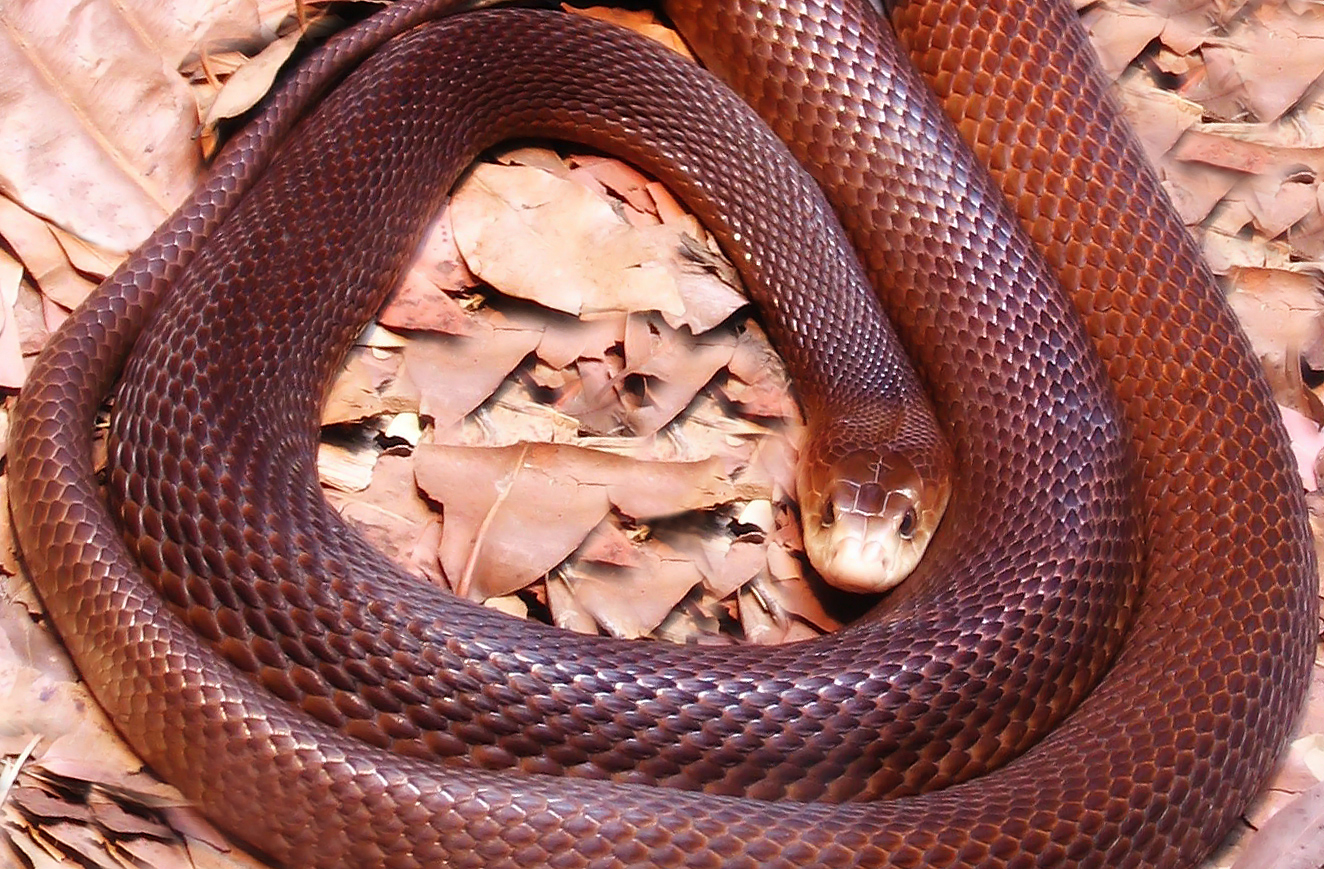
沿岸のタイパン

この属の種は、被害者に複数の影響を与えるいくつかの神経毒を持っている。毒液は神経系を麻痺させ、血液を凝固して血管を詰まらせる作用があることで知られている。タイパン属はマウスの半数致死量基準で最も強力な毒をもつヘビの一つとされている。ナイリクタイパンは最も強力な毒をもつ地上棲のヘビと考えられており、オーストラリア最大の毒蛇と言われる沿岸タイパンは地上棲のヘビの中で3番目に強力な毒を持つと言われている。中央山脈タイパンは他のタイパン種ほど研究が進んでいないため、その正確な毒性は明らかになっていないが、より強い毒性持つ可能性が指摘されている。 
毒性とは別に、咬まれた際に体内に注入される大量の毒による危険も考慮する必要がある。特に沿岸タイパンは大型のため大量の毒を注入することができる。 
1950年、アマチュアの爬虫類学者であるKevin Buddenは、タイパンを生きたまま捕獲した最初の人の1人だったが、彼はその過程で噛まれて翌日に亡くなった。数週間後に死んだ個体は、メルボルンの動物学者David Fleayによって毒を抽出され、その毒液を用いて開発された抗毒素は1955年に利用可能になった。 
1940年代と1950年代のオーストラリアでのタイパン抗毒素の開発を調査した本『Venom』の中で著者Brendan James Murrayは「抗毒素なしでタイパンの咬傷から生き延びた例は1949年にクイーンズランド州ホープ・ベールで咬まれた先住民Guugu YimithirのGeorge Rosendaleの1例だけだ」と主張している。Murrayは、看護師から後にこの時重篤な状態だったRosendaleから採取した真っ黒に変色した血液のサンプルを後に見せられたと記している。 
現在、タイパン属に咬まれた際の治療にはオーストラリアのCSL Limited社製の"CSL Polyvalent antivenom"と"CSL Taipan antivenom"の2つの抗毒素が利用可能である。  